# Jardín Etnobotánico y Museo de Medicina Tradicional y Herbolaria
El Jardín Etnobotánico y Museo de Medicina Tradicional y Herbolaria está ubicado en el barrio de Acapantzingo al sur de Cuernavaca ocupando un predio de casi cuatro hectáreas donde antiguamente Maximiliano de Habsburgo antiguamente afincara su casa de descanso que también recibió el nombre de Casa de la India bonita. 
El museo se dedica a difundir dentro de sus exposiciones prácticas tradiciones de herbolaria, que se refiere al uso de hierbas para atender padecimientos relacionados con la salud humana, y que ha logrado persistir a lo largo de los años gracias a la gran cantidad de plantas que se consideran prodigiosas y al aprendizaje logrado por los curanderos que han ido transmitiendo de forma oral a lo largo de muchas generaciones. 
Además de las salas de exposición con las que cuenta, también existe dentro de las inmediaciones de este museo un amplio jardín botánico o museo vivo que tiene una gran variedad de plantas medicinales y ornamentales, hierbas, cactáceas, flores y condimentos. 
También se ofrecen talleres temáticos relacionados con el uso cultural de las plantas, a través de los cuales los visitantes tienen la oportunidad de elaborar compostas, tintas vegetales, jabones, aceites y pomadas, al mismo tiempo que se recicla papel y se realizan manualidades con hojas y semillas como parte de las actividades sin costo alguno.

## Historia
Este lugar se encuentra ubicado en el edificio histórico de La Antigua Villa del Olindo el cual fue casa de campo que mandó construir el archiduque Maximiliano de Habsburgo en 1865. El Jardín Etnobotánico y Museo de Medicina Tradicional y Herbolaria surgió a partir de una gran investigación que fue pionera en el año de 1976 realizada en el estado de Morelos por el Antropólogo Bernardo Baytelman, con el objetivo principal fue el rescate del saber popular en torno a lo relacionado con el uso y la aplicación de las plantas en la medicina tradicional, como consecuencia a esto, en 1994, la Asociación Mexicana de Jardines Botánicos le otorgó el nombramiento de albergar en este espacio a la Colección Nacional de Plantas Medicinales.

## Potencialidades del jardín
El jardín Etnobotánico ha luchado por mantenerse vivo y en carácter activo gracias al esfuerzo de todo el personal, manual, técnico y de investigación que ha colaborado y desarrollado su proyecto académico sobre él. Recientemente se han destinado recursos para el mejoramiento de las condiciones paisajistas y de operación, sin embargo, esto no ha sido suficiente para poder desarrollar todo el potencial académico, cultural, científico y de conservación que posee el jardín.    
- Potencial turístico

El jardín representa un potencial turístico muy elevado debido a que ofrece en la ciudad de Cuernavaca un excepcional jardín botánico con características etnobotánicas que se considera como único en el país, en el cual se resalta el uso cultural de las especies vegetales (principalmente de las endémicas del estado de Morelos) como parte del aprovechamiento ancestral y uso, el cual todavía está vigente.  
El Jardín Etnobotánico sin duda resulta en un gran atractivo turístico de la ciudad y del corredor de la Autopista del Sol al enriquecer la oferta turística del estado que se compone en su mayoría de arquitectura prehispánica, colonial, religiosa y balnearios, el Jardín Etnobotánico y Museo de la Medicina Tradicional cuenta con los últimos trabajos en materia de investigación lo que lo coloca en una situación altamente favorable a nivel municipal, estatal y nacional.
- Potencial científico

El jardín Etnobotánico debe considerarse también como un catalizador y generador de propuestas y de inquietudes de carácter científico con referencia en la conservación de la flora local y de las poblaciones amenazadas, en la reintroducción de especies en sus hábitats originales, en el conocimiento sobre el comportamiento de especies silvestres bajo diferentes técnicas de cultivo, taxonomía, etc. A través de las colecciones que se encuentran en el jardín se pueden derivar investigaciones sobre una gran cantidad de cosas, por ejemplo, sobre el uso de especies y del manejo de los recursos y su conocimiento. Con el fin de destacar aquellos factores de importancia industrial, textil, comercial o incluso los que cubren necesidades básicas como la alimentación. 
- Potencial educativo

En el jardín Etnobotánico se desarrolla una importante función de divulgación y concientización, de los valores de carácter cultural. 